# Colle del Lautaret
Il Colle del Lautaret (in francese Col du Lautaret) è un valico alpino delle Alpi occidentali, situato in Francia nel dipartimento delle Alte Alpi, ad una altezza di 2058 m, lungo il percorso che unisce Grenoble a Briançon vicino all'altrettanto noto Colle del Galibier.

## Descrizione

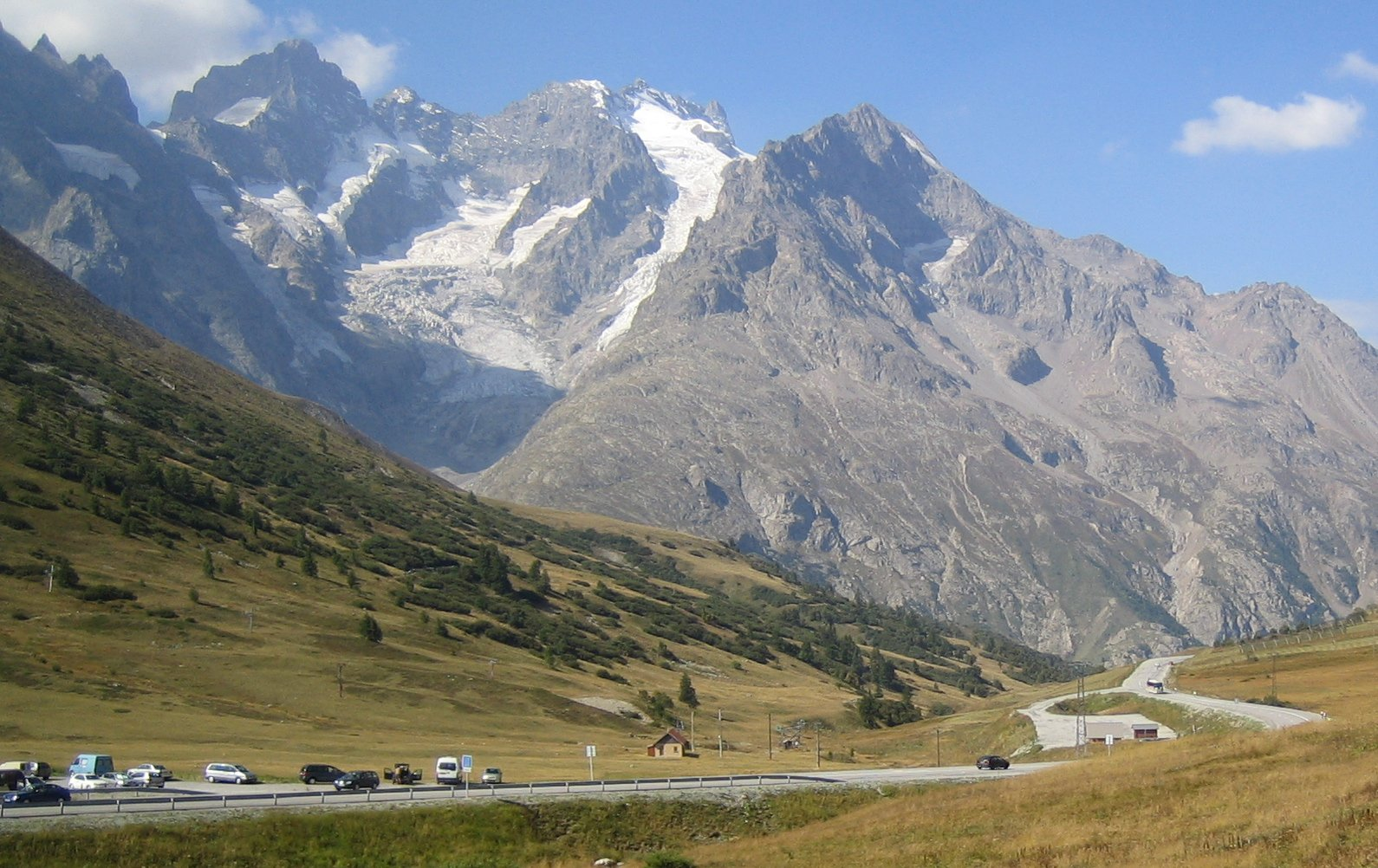
La Route nationale 91 e la Meije dal colle del Lautaret

Si trova nelle Alpi del Delfinato, separando le Alpi delle Grandes Rousses e delle Aiguilles d'Arves a nord dal massiccio des Écrins a sud: percorso dalla Route des Grandes Alpes, la pendenza relativamente dolce che permette di accedere al valico si spiega con l'origine geologica del colle stesso, modellato da un ghiacciaio che si riversava nell'una e nell'altra vallata di accesso.

## Storia
Per la sua collocazione il colle del Lautaret è da sempre utilizzato come via di comunicazione tra Grenoble e Briançon e, su scala maggiore, come via di comunicazione tra Francia ed Italia attraverso le Alpi.
Aperto durante tutto l'anno, permette di osservare soprattutto la catena della Meije a sud-ovest e quella del Grand Galibier a nord. È celebre in particolar modo per il suo giardino botanico alpino e per il passaggio del tour de France.

### Tour de France

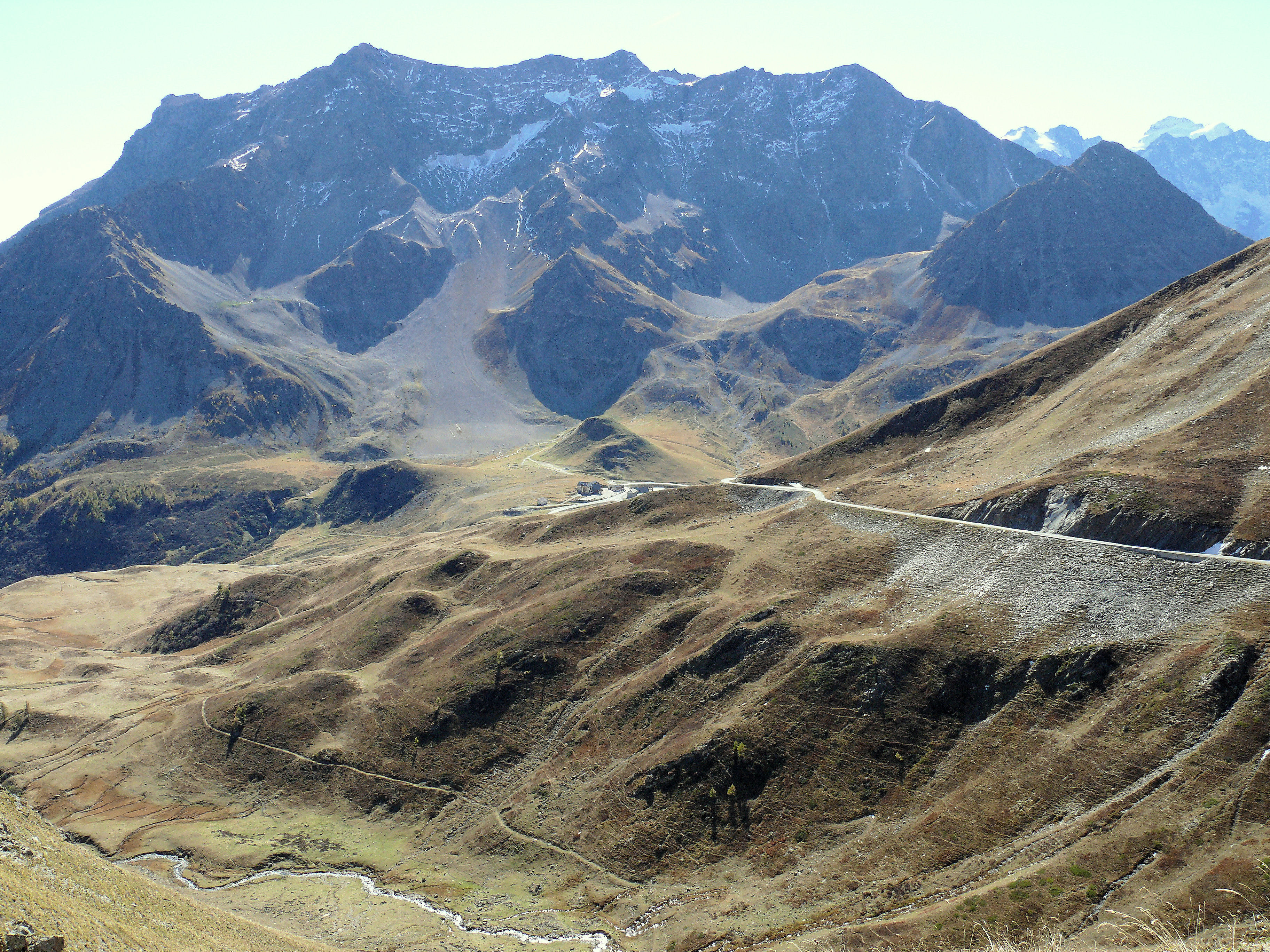
Vista dalla strada del Colle del Galibier.

Il colle del Lautaret è stato attraversato dodici volte dalla gara. senza contare le combinazioni Lautaret-Galibier (salita da Grenoble o Briançon) e Galibier-Lautaret (in discesa). Segue l'elenco dei ciclisti che hanno raggiunto il colle per primi :
- 1950 : Apo Lazaridès  Francia
- 1951 : Gino Sciardis  Italia
- 1953 : Jean Le Guilly  Francia
- 1958 : Piet van Est  Paesi Bassi
- 1960 : Jean Graczyk  Francia
- 1962 : Juan Campillo  Spagna
- 1965 : Francisco Gabica  Spagna
- 1972 : Joaquim Agostinho  Portogallo
- 1976 : Luciano Conati  Italia
- 2003 : Danilo Di Luca  Italia (nona tappa)
- 2006 : David de la Fuente  Spagna (quindicesima tappa)
- 2014 : Joaquim Rodríguez  Spagna ([quattordicesima tappa)